# 科爾巴赫河
48°36′47.06″N 12°57′29.76″E / 48.6130722°N 12.9582667°E

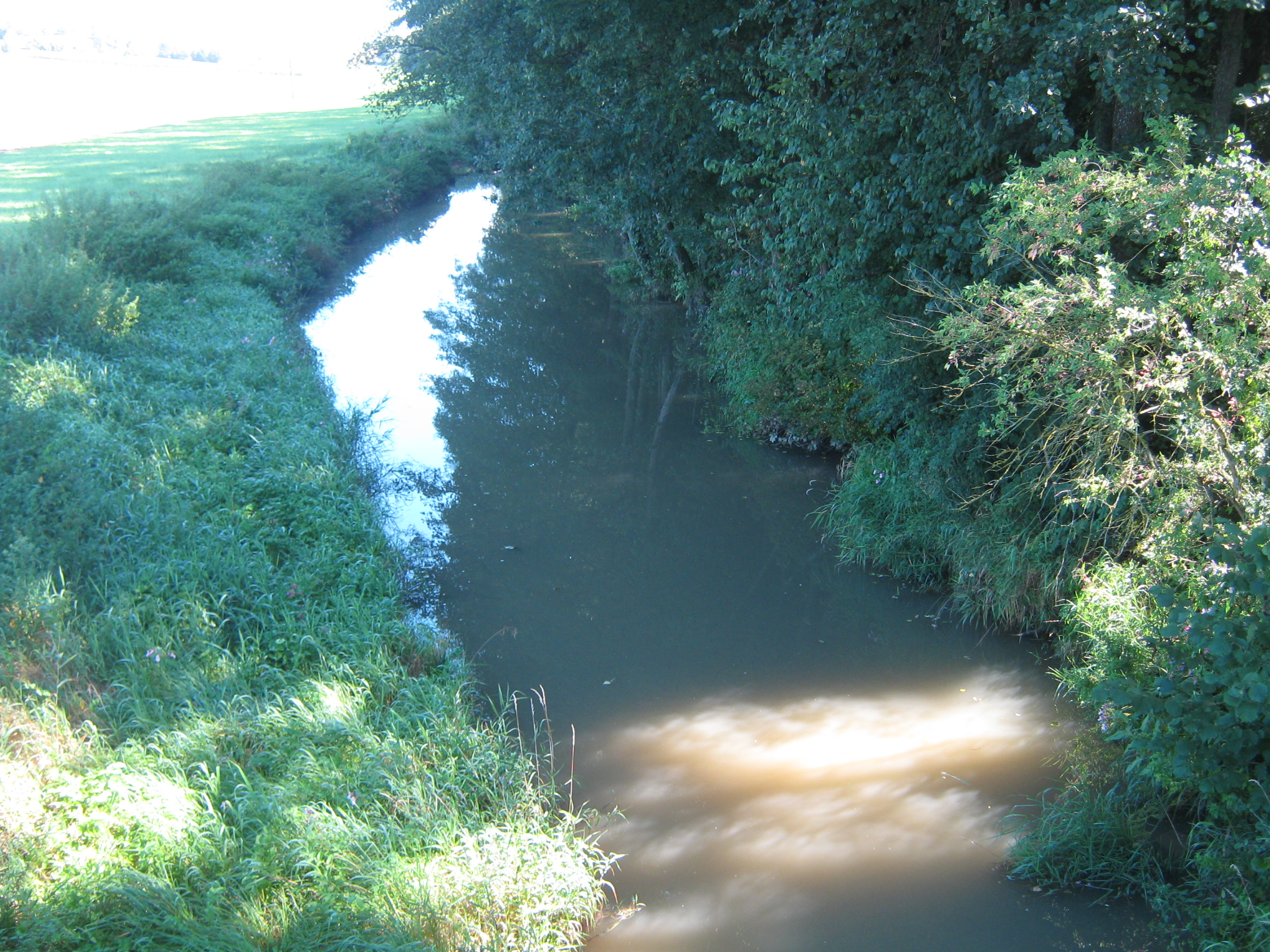
科爾巴赫河

科爾巴赫河（德語：Kollbach），是德國的河流，位於該國東南部，由巴伐利亞負責管轄，屬於菲爾斯河的支流，河道全長41.9公里，流域面積274平方公里。